# Wolfgang Dreher
Wolfgang Dreher (* 8. August 1945) ist Richter am deutschen Bundessozialgericht.
Nach Beendigung seiner juristischen Ausbildung war er zunächst bis 1978 als wissenschaftlicher Assistent an der Universität Freiburg im Breisgau tätig, ehe er in die Sozialgerichtsbarkeit des Landes Baden-Württemberg eintrat und als Richter am Sozialgericht Stuttgart und am Sozialgericht Karlsruhe tätig wurde.
1982 wurde er zum Richter am Landessozialgericht ernannt.
Nach einer Abordnung an das Institut für Rechtstatsachenforschung der Universität Konstanz in den Jahren 1985 bis 1987 wurde Dreher 1992 zum Richter am Bundessozialgericht ernannt, wo er zunächst dem 12. Senat, später dem 1. Senat, seit 2003 als dessen stellvertretender Vorsitzender zugewiesen wurde.
Nach seiner Ernennung zum Vorsitzenden Richter am Bundessozialgericht im Jahre 2004 ist er als Vorsitzender des 5. und 8. Senats tätig.
| Personendaten    | Personendaten                                    |
| ---------------- | ------------------------------------------------ |
| NAME             | Dreher, Wolfgang                                 |
| KURZBESCHREIBUNG | deutscher Jurist, Richter am Bundessozialgericht |
| GEBURTSDATUM     | 8. August 1945                                   |